# اسماعیل (بازیکن فوتبال، زاده ۱۹۸۳)
اسماعیل (انگلیسی: Ismael؛ زادهٔ ۱۲ سپتامبر ۱۹۸۳) بازیکن فوتبال اهل برزیل است.
از باشگاه‌هایی که در آن بازی کرده‌است می‌توان به باشگاه ورزشی اینترناسیونال و زی سوارز اشاره کرد.